# Volta ao Algarve 2010
La Volta ao Algarve 2010, trentaseiesima edizione della corsa, valida come prova del circuito UCI Europe Tour 2010 categoria 2.1, si svolse in 5 tappe dal 17 al 21 febbraio 2010 su un percorso di 724,9 km complessivi, con partenza dallo Stadio di Algarve e arrivo a Portimão. Fu vinta dallo spagnolo Alberto Contador dell'Astana, che si impose in 19 ore 57 minuti e 48 secondi alla media di 36,31 km/h.
A Portimão 138 ciclisti portarono a termine la corsa.

## Tappe
| Tappa  | Data        | Percorso                             | km    | Vincitore di tappa | Leader cl. generale |
| ------ | ----------- | ------------------------------------ | ----- | ------------------ | ------------------- |
| 1ª     | 17 febbraio | Estádio Algarve > Albufeira          | 157,5 | Benoît Vaugrenard  | Benoît Vaugrenard   |
| 2ª     | 18 febbraio | Sagres > Lagos                       | 207,5 | André Greipel      | André Greipel       |
| 3ª     | 19 febbraio | Castro Marim > Alto do Malhão        | 173,7 | Alberto Contador   | Alberto Contador    |
| 4ª     | 20 febbraio | Vila Real de Santo António > Tavira  | 169   | Sébastien Rosseler | Alberto Contador    |
| 5ª     | 21 febbraio | Lagoa > Portimão (Cron. individuale) | 17,2  | Luis León Sánchez  | Alberto Contador    |
| Totale | Totale      | Totale                               | 724,9 |                    |                     |

## Squadre e corridori partecipanti
| N.      | Cod. | Squadra            |
| ------- | ---- | ------------------ |
| 1-8     | AST  | Astana             |
| 11-18   | QST  | Quick Step         |
| 21-28   | RSH  | Team RadioShack    |
| 31-38   | EUS  | Euskaltel-Euskadi  |
| 41-48   | OLO  | Omega Pharma-Lotto |
| 51-58   | GRM  | Garmin-Transitions |
| 61-68   | KAT  | Team Katusha       |
| 71-78   | RAB  | Rabobank           |
| 81-88   | GCE  | Caisse d'Epargne   |
| 91-98   | THR  | Team HTC-Columbia  |
| 101-108 | FDJ  | FDJ                |
| 111-118 | FOT  | Footon-Servetto    |

| N.      | Cod. | Squadra                        |
| ------- | ---- | ------------------------------ |
| 121-128 | CTT  | Cervélo TestTeam               |
| 131-138 | XAC  | Xacobeo Galicia                |
| 141-148 | COF  | Cofidis                        |
| 151-158 | TSV  | Topsport Vlaanderen-Mercator   |
| 161-168 | VCD  | Vacansoleil-DCM                |
| 171-178 | CCL  | Centro Ciclismo de Loulé-Loul. |
| 181-188 | PRT  | Palmeiras Resort-Prio          |
| 191-198 | BOA  | Madeinox-Boavista              |
| 201-208 | BSP  | Barbot-Siper                   |
| 211-218 | LRM  | LA-Rota dos Móveis             |
| 221-228 | SKT  | An Post-Sean Kelly Team        |

## Dettagli delle tappe

### 1ª tappa
- 17 febbraio: Estádio Algarve > Albufeira – 157,5 km

Risultati
| Pos. | Corridore         | Squadra      | Tempo    |
| ---- | ----------------- | ------------ | -------- |
| 1    | Benoît Vaugrenard | FDJ          | 4h10'42" |
| 2    | Joan Horrach      | Team Katusha | a 3"     |
| 3    | André Greipel     | HTC-Columbia | a 5"     |

| Pos. | Corridore         | Squadra      | Tempo    |
| ---- | ----------------- | ------------ | -------- |
| 1    | Benoît Vaugrenard | FDJ          | 4h10'32" |
| 2    | Joan Horrach      | Team Katusha | a 7"     |
| 3    | André Greipel     | HTC-Columbia | a 11"    |

### 2ª tappa
- 18 febbraio: Sagres > Lagos – 207,5 km

Risultati
| Pos. | Corridore        | Squadra      | Tempo    |
| ---- | ---------------- | ------------ | -------- |
| 1    | André Greipel    | HTC-Columbia | 6h06'39" |
| 2    | Jürgen Roelandts | Omega Pharma | s.t.     |
| 3    | Samuel Sánchez   | Euskaltel    | a 4"     |

| Pos. | Corridore         | Squadra      | Tempo     |
| ---- | ----------------- | ------------ | --------- |
| 1    | André Greipel     | HTC-Columbia | 10h17'12" |
| 2    | Benoît Vaugrenard | FDJ          | a 5"      |
| 3    | Jürgen Roelandts  | Omega Pharma | a 8"      |

### 3ª tappa
- 19 febbraio: Castro Marim > Alto Do Malhão – 173,7 km

Risultati
| Pos. | Corridore        | Squadra    | Tempo    |
| ---- | ---------------- | ---------- | -------- |
| 1    | Alberto Contador | Astana     | 5h02'55" |
| 2    | Tiago Machado    | RadioShack | a 11"    |
| 3    | Levi Leipheimer  | RadioShack | a 22"    |

| Pos. | Corridore        | Squadra    | Tempo     |
| ---- | ---------------- | ---------- | --------- |
| 1    | Alberto Contador | Astana     | 15h20'17" |
| 2    | Tiago Machado    | RadioShack | a 15"     |
| 3    | Levi Leipheimer  | RadioShack | a 28"     |

### 4ª tappa
- 20 febbraio: Vila Real de Santo António > Tavira – 169 km

Risultati
| Pos. | Corridore          | Squadra        | Tempo    |
| ---- | ------------------ | -------------- | -------- |
| 1    | Sébastien Rosseler | RadioShack     | 4h12'46" |
| 2    | Mickaël Delage     | Omega Pharma   | a 20"    |
| 3    | Imanol Erviti      | Caisse d'Epar. | s.t.     |

| Pos. | Corridore        | Squadra    | Tempo     |
| ---- | ---------------- | ---------- | --------- |
| 1    | Alberto Contador | Astana     | 19h36'03" |
| 2    | Tiago Machado    | RadioShack | a 15"     |
| 3    | Levi Leipheimer  | RadioShack | a 28"     |

### 5ª tappa
- 21 febbraio: Lagoa > Portimão – Cronometro individuale – 17,2 km

Risultati
| Pos. | Corridore          | Squadra        | Tempo  |
| ---- | ------------------ | -------------- | ------ |
| 1    | Luis León Sánchez  | Caisse d'Epar. | 21'32" |
| 2    | Alberto Contador   | Astana         | a 13"  |
| 3    | Sébastien Rosseler | RadioShack     | a 16"  |

| Pos. | Corridore         | Squadra        | Tempo     |
| ---- | ----------------- | -------------- | --------- |
| 1    | Alberto Contador  | Astana         | 19h57'48" |
| 2    | Luis León Sánchez | Caisse d'Epar. | a 30"     |
| 3    | Tiago Machado     | RadioShack     | a 32"     |

## Evoluzione delle classifiche
| Tappa              | Vincitore          | Classifica generale | Classifica a punti | Classifica scalatori | Classifica sprint | Classifica portoghesi | Classifica a squadre |
| ------------------ | ------------------ | ------------------- | ------------------ | -------------------- | ----------------- | --------------------- | -------------------- |
| 1ª                 | Benoît Vaugrenard  | Benoît Vaugrenard   | Benoît Vaugrenard  | Jérôme Baugnies      | Hugo Sabido       | Luis Pinheiro         | Française des Jeux   |
| 2ª                 | André Greipel      | André Greipel       | André Greipel      | Jérôme Baugnies      | Hugo Sabido       | Rui Costa             | Team HTC-Columbia    |
| 3ª                 | Alberto Contador   | Alberto Contador    | André Greipel      | Jérôme Baugnies      | Thomas De Gendt   | Tiago Machado         | Team RadioShack      |
| 4ª                 | Sébastien Rosseler | Alberto Contador    | André Greipel      | Jérôme Baugnies      | Thomas De Gendt   | Tiago Machado         | Team RadioShack      |
| 5ª                 | Luis León Sánchez  | Alberto Contador    | André Greipel      | Jérôme Baugnies      | Thomas De Gendt   | Tiago Machado         | Team RadioShack      |
| Classifiche finali | Classifiche finali | Alberto Contador    | André Greipel      | Jérôme Baugnies      | Thomas De Gendt   | Tiago Machado         | Team RadioShack      |

## Classifiche finali

### Classifica generale
| Pos. | Corridore          | Squadra        | Tempo     |
| ---- | ------------------ | -------------- | --------- |
| 1    | Alberto Contador   | Astana         | 19h57'48" |
| 2    | Luis León Sánchez  | Caisse d'Epar. | a 30"     |
| 3    | Tiago Machado      | RadioShack     | a 32"     |
| 4    | Levi Leipheimer    | RadioShack     | a 37"     |
| 5    | Samuel Sánchez     | Euskaltel      | a 57"     |
| 6    | Rui Costa          | Caisse d'Epar. | a 1'11"   |
| 7    | František Raboň    | HTC-Columbia   | a 1'16"   |
| 8    | Andreas Klöden     | RadioShack     | a 1'25"   |
| 9    | Tejay van Garderen | HTC-Columbia   | a 1'33"   |
| 10   | Peter Velits       | HTC-Columbia   | a 1'45"   |

### Classifica a punti
| Pos. | Corridore          | Squadra      | Punti |
| ---- | ------------------ | ------------ | ----- |
| 1    | André Greipel      | HTC-Columbia | 47    |
| 2    | Benoît Vaugrenard  | FDJ          | 47    |
| 3    | Alberto Contador   | Astana       | 25    |
| 4    | Sébastien Rosseler | RadioShack   | 25    |
| 5    | Samuel Sánchez     | Euskaltel    | 24    |

### Classifica scalatori
| Pos. | Corridore        | Squadra      | Punti |
| ---- | ---------------- | ------------ | ----- |
| 1    | Jérôme Baugnies  | Topsport Vl. | 25    |
| 2    | Thomas De Gendt  | Topsport Vl. | 10    |
| 3    | Alberto Contador | Astana       | 9     |
| 4    | Tiago Machado    | RadioShack   | 7     |
| 5    | Julien Fouchard  | Cofidis      | 7     |

### Classifica sprint
| Pos. | Corridore        | Squadra        | Tempo |
| ---- | ---------------- | -------------- | ----- |
| 1    | Thomas De Gendt  | Topsport Vl.   | 9     |
| 2    | Hugo Sabido      | LA-Rota dos M. | 6     |
| 3    | Jérôme Baugnies  | Topsport Vl.   | 6     |
| 4    | Rui Costa        | Caisse d'Epar. | 3     |
| 5    | Preben Van Hecke | Topsport Vl.   | 3     |

### Classifica a squadre
| Pos. | Squadra            | Tempo     |
| ---- | ------------------ | --------- |
| 1    | Team RadioShack    | 59h52'29" |
| 2    | Caisse d'Epargne   | a 1'47"   |
| 3    | Team HTC-Columbia  | a 4'41"   |
| 4    | Euskaltel-Euskadi  | a 5'08"   |
| 5    | Omega Pharma-Lotto | a 5'24"   |